# Смілянська сотня (Чигиринський полк)
Смілянська сотня (вона ж і Сміловська сотня) — адміністративно-територіальна та військова одиниця у складі Чигиринського полку за Гетьманщини (Військо Запорозьке Городове) з центром у містечку Сміла.
За «реєстром» 1649 року нараховувала 211 козаків, яких очолював сотник Мисько Стринча. До сотні входило містечко Костянтинівка. Згадується у присяжних списках 1654 року.
Ліквідована у 1676 році після зречення булави Петром Дорошенком.

### Сотники
- Стринжа Мисько Іванович (? —1649 — ?)
- Бурмака Михайло (? — 1659 — ?)

### Отамани
- Іванищівський Старий (1638 — ?)